# Luxemburgia
Luxemburgia là một chi thực vật có hoa trong họ Ochnaceae.

## Loài
Chi Luxemburgia gồm các loài: